# Izura-Azme
Izura-Azme  (en francès i oficialment Ostabat-Asme), és un municipi de la Baixa Navarra, un dels set territoris del País Basc, al departament dels Pirineus Atlàntics i a la regió de la Nova Aquitània. Limita amb les comunes de Landibarre a l'oest, Larzabale-Arroze-Zibitze i Jutsi al sud, Arhantsusi a l'est, Ostankoa i Uhartehiri al nord.

## Demografia
| Evolució de la població |      |      |      |      |      |      |      |      |
| 1793                    | 1800 | 1806 | 1821 | 1831 | 1836 | 1841 | 1846 | 1851 |
| 326                     | 302  | 332  | 376  | 438  | 424  | 630  | 569  | 588  |

| 1856 | 1861 | 1866 | 1872 | 1876 | 1881 | 1886 | 1891 | 1896 |
| ---- | ---- | ---- | ---- | ---- | ---- | ---- | ---- | ---- |
| 518  | 501  | 465  | 426  | 414  | 426  | 394  | 381  | 398  |

| 1901 | 1906 | 1911 | 1921 | 1926 | 1931 | 1936 | 1946 | 1954 |
| ---- | ---- | ---- | ---- | ---- | ---- | ---- | ---- | ---- |
| 385  | 382  | 394  | 341  | 436  | 400  | 365  | 356  | 308  |

| 1962 | 1968 | 1975 | 1982 | 1990 | 1999 | 2006 | 2011 | 2016 |
| ---- | ---- | ---- | ---- | ---- | ---- | ---- | ---- | ---- |
| 278  | 256  | 256  | 235  | 219  | 229  | -    | -    | -    |

| 2019 | - | - | - | - | - | - | - | - |
| ---- | - | - | - | - | - | - | - | - |
| -    | - | - | - | - | - | - | - | - |

## Història
La comuna va ser creada per Decret de 13 de juny de 1841 en reunir les localitats d'Ostabat i d'Asme. Amb anterioritat, des del segle x durant l'Edat Mitjana, Ostabat va destacar com una de les etapes importants de passada dels pelegrins de la ruta Via Podiensis cap a Santiago de Compostel·la. Cap a mitjans del segle xiv comptava amb 2 hotels, 2 hostalatges i una vintena d'albergs amb capacitat per a 5 000 viatgers.
El 1228 la ciutat va ser atacada per les tropes del rei navarrès Sanç el Fort que van destruir part de les muralles que encara es conserven. En romanç navarrès s'anomenava Ostavals. Durant les guerres de religió del segle xvi, Ostabat va ser incendiada però a la proclamació d'Enric IV de França, que detenia també el títol de rei de Navarresa, la localitat va obtenir privilegis reals, entre ells, la facultat de construir un gran mercat i d'organitzar una fira anual.
En 1964 es va inaugurar el monument de l'anomenat "encreuament de Gibraltar" on conflyen tres de les vies de pelegrinatge tradicional cap a Santiago de Compostel·la: la via Turonensis, la via Lemovicensis i la via Podiensis. Gibraltar en aquest cas, procedeix segons alguns autors de la veu en euskera Xibaltarre amb el qual la toponímia basca designa diversos llocs on s'instal·laven campaments de gitanos vinguts d'Andalusia. Per a uns altres, pot ser també una deformació de Salbatore en referència al santuari de Sant Salvador.

### Patrimoni
- Castell de Laxague, del segle xiv
- Casa forta de Latsaga, segles xiii i xiv
- Restes de la muralla
- Capella de Saint Nicolas de Myre, segle xi
- Hospici i oratori de Harambeltz